# Psilocymbium incertum
Psilocymbium incertum là một loài nhện trong họ Linyphiidae. Loài này được phát hiện ở Colombia.